# Autumn Leaves (Daniel Kajmakoski-dal)
Az Autumn Leaves (magyarul: Őszi levelek) egy dal, amely Macedóniát képviselte a 2015-ös Eurovíziós Dalfesztiválon, Bécsben a macedón Daniel Kajmakoski előadásában. A dal a 2014. november 12-én megrendezett húszfős macedón nemzeti döntőben nyerte el az indulás jogát, habár akkor még macedón nyelven, Lisja esenski címen. Később jelentették be, hogy a dal angol nyelven fog elhangozni Bécsben.

## Eurovíziós Dalfesztivál
A dalt az Eurovíziós Dalfesztiválon a május 19-i első elődöntőben adta elő, fellépési sorrendben nyolcadikként az Észtországot képviselő Elina Born és Stig Rästa Goodbye to Yesterday című dala után, és a Szerbiát képviselő Bojana Stamenov Beauty Never Lies című dala előtt. Az elődöntőben a tizenötödik, utolsó előtti helyen végzett, így nem jutott tovább a május 23-i döntőbe.
A következő macedón induló Kaliopi Dona című dala volt a 2016-os Eurovíziós Dalfesztiválon.